# Nikola Parshanov
Nikola Tachev Parshanov (bulgare : Никола Тачев Пърчанов), né le 19 juin 1930 en Bulgarie et décédé le 26 octobre 2014, est un joueur de football international bulgare, qui évoluait au poste de gardien de but.

## Biographie

### Carrière en sélection
Avec l'équipe de Bulgarie, il dispute deux matchs (pour aucun but inscrit) entre 1958 et 1959. Il figure notamment dans le groupe des sélectionnés lors de la Coupe du monde de 1962 (en tant que gardien remplaçant).
Il participe également aux Jeux olympiques de 1960 (sans toutefois rentrer sur le terrain).